# 妾棄
妾棄，春秋时期宋国人，宋元公之母，芮司徒的女儿。
她刚生下的时候，皮肤红还长着毛，家人把她丢在堤下。宋共姬的侍女把她拣进宫来，起名叫弃。长大后很漂亮。宋平公向母亲共姬晚上问安，共姬留他吃东西。宋平公见了弃，仔细一看，觉得非常美丽。共姬于是把她送给平公做侍妾。妾棄受到宠爱，生了公子佐。公子佐长得难看，但性情和顺。太子痤长得好看，但性情执拗，前547年（周灵王二十五年、鲁庄公二十六年、宋平公二十九年），被寺人惠墙伊戾陷害，自杀而亡。宋平公于是立公子佐为太子。前532年（周景王十三年、鲁昭公十年、宋平公四十四年），宋平公去世，太子即位，就是宋元公。

## 影视形象
- 2018年上映的电视剧《亂世後宮：紅髮美人》，以妾棄为主角，由雷蒙飾演。